# David C. Jewitt
David C. Jewitt (Engleska, 1958. - ), britanski astronom.
David C. Jewitt je profesor astronomije na institutu za astronomiju sveučilišta Hawaii. Diplomirao je 1979. na University of London, a magistrirao (1980.) i doktorirao (1983.) na California Institute of Technology.
Područja istraživanja Davida Jewita su Sunčev sustav izvan putanje Neptuna, Nastanak Sunčevog sustava i fizička svojstva kometa.
David Jewitt je poznat i po svojit otkrićima i ko-otkrićima brojnih satelita plinovitih divova Sunčevog sustava, te asteroida.
Sudjelovao je u otkriću binarnog klasičnog objekta Kuiperovog pojasa 66652 Borasisi.

## Vanjske poveznice
- Curriculum vitae